# Gare de Brimeux
Gare de Brimeux vasútállomás Franciaországban, Brimeux településen.

## Vasútvonalak
Az állomást az alábbi vasútvonalak érintik:
- Saint-Pol-sur-Ternoise-Étaples-vasútvonal

## Kapcsolódó állomások
A vasútállomáshoz az alábbi állomások vannak a legközelebb:
- Gare de Beaurainville
- Gare de Montreuil-sur-Mer